# ميناء أكتوبر الجاف
ميناء أكتوبر الجاف هو ميناء جاف مصري، أُنشى بقرار رئيس مجلس الوزراء رقم 2561 لسنة 2018، للحد من تكاليف تأخير وتكدس الحاويات بالموانئ وما ينتج عنه من زيادة تكاليف المنتجات، يقع بمدينة السادس من أكتوبر الجديدة بمحافظة الجيزة، على مساحة حوالي 100 فدان، ويُعتبر أول ميناء جاف يتم إنشاؤه داخل مصر، بتكلفة حوالي 200 مليون دولار أمريكي.
تمتلكه الهيئة العامة للموانئ البرية والجافة التابعة لوزارة النقل، وتُديره شركة ميناء أكتوبر الجاف، وهي شركة مساهمة تمتلكها كلاً من شركة السويدي اليكتريك، شركة السويدي للممتلكات اللوجستية، وشركة دي بي شينكر الألمانية، وتم افتتاحه تجريبيًا في ديسمبر 2022، وافتتاحه رسميًا في يناير 2023.

## مواصفات الميناء
مواصفات الميناء كالتالي:
- مساحة الميناء حوالي 100 فدان (420 ألف متر مربع).
- الطاقة الاستيعابية القصوى 720 ألف حاوية 20 قدم في العام.
- خمسة خطوط سكك حديدية للتحميل والتفريغ والربط مع مختلف الموانئ المصرية.
- يضم مكاتب الرقابة على الصادرات والواردات، وزارة الصحة، الزراعة، الاتصالات، الجمارك، والأمن العام.

## وصلات خارجية
- الموقع الرسمي للميناء.